# Sicario (film 2015)
Sicario è un film del 2015 diretto da Denis Villeneuve e interpretato da Emily Blunt, Benicio del Toro, Josh Brolin e Jon Bernthal.
Presentato in concorso al Festival di Cannes 2015, il film è il primo di una trilogia informale ideata e scritta da Taylor Sheridan che tratta della moderna frontiera americana. È seguito da Hell or High Water e I segreti di Wind River. Nel 2018 è stato prodotto un sequel, intitolato Soldado e diretto da Stefano Sollima.

## Trama
Kate Macer, giovane e idealista agente dell'FBI, prende parte ad una delicata operazione per porre fine al narcotraffico al confine tra Stati Uniti e Messico. Dopo un brusco incidente a Phoenix, in Arizona, dove due agenti muoiono per l'esplosione di una trappola in una casa che nascondeva più di 20 cadaveri nei muri, Kate viene trasferita in una speciale task force diretta dal misterioso Matt Graver e dall'ancora più misterioso colombiano Alejandro.
La squadra giunge a Ciudad Juárez per estradare Guillermo Diaz, fratello di Manuel e uno dei suoi uomini migliori. Al valico di frontiera, Kate e il suo gruppo evitano un'imboscata, uccidendo rapidamente molti uomini armati del cartello messicano. In una base aerea degli Stati Uniti, Alejandro tortura Guillermo, venendo a sapere dove si trovasse un passaggio segreto che egli usa per contrabbandare droghe negli Stati Uniti. Kate, tuttavia, inizia a mettere in discussione la legittimità dei loro metodi.
Il team si sposta alla frontiera dell'Arizona per interrogare gli immigrati clandestini detenuti. Kate, insieme al suo collega Reggie, chiede i dettagli del piano a Matt: l'obiettivo è interrompere le operazioni criminali di Manuel Diaz a tal punto che Diaz sarà richiamato in Messico dal suo capo, lo sfuggente signore della droga Fausto Alarcón detto "El Verdugo" (il Boia), che controlla il cartello di Sonora. La squadra fa irruzione in una banca usata dai riciclatori di denaro di Diaz, interrompendo il suo flusso di cassa. Mentre indagano in banca, Kate è avvisata di non entrare, dato che potrebbe essere riconosciuta più tardi, ma lei rifiuta ed entra comunque.
In un bar, Reggie presenta Kate a Ted, un amico e agente della polizia locale. Kate porta Ted nel suo appartamento e quando iniziano ad amoreggiare, Kate si rende conto da un particolare braccialetto di lui che è corrotto ed è stato inviato dal cartello per raccogliere informazioni sull'operazione. Ted assale Kate e comincia a strangolarla, ma Alejandro giunge in tempo e la salva. Alejandro e Matt rivelano a Kate di averla usata come esca, sospettando che il cartello avrebbe mandato qualcuno per lei da quando si era fatta identificare al raid bancario. Alejandro e Matt torturano Ted finché egli non rivela i nomi degli altri agenti di polizia americani che lavorano per Diaz e il cartello.
Il team apprende che Diaz verrà richiamato in Messico, come previsto, quindi la squadra prevede di attaccare il suo tunnel di contrabbando al confine. Kate sostiene che non hanno giurisdizione in Messico, quindi Matt le dice che la stava solo usando. La task force è una facciata per un'operazione della CIA. Poiché la CIA non è autorizzata a operare sul suolo statunitense, il suo status di agente dell'FBI gli ha dato il permesso legale di farlo. Reggie consiglia a Kate di andarsene, ma lei insiste per unirsi al raid nel tunnel per saperne di più. Mentre la squadra uccide tutti nei tunnel, Alejandro raggiunge l'altra estremità del tunnel dove rapisce uno dei trafficanti di Diaz, un agente di polizia messicano corrotto di nome Silvio. Kate li raggiunge e tenta di arrestare Alejandro, che invece le spara sul giubbotto antiproiettile prima di partire con Silvio sulla sua auto.
Kate ritorna sul lato americano del tunnel dove affronta Matt. Egli le spiega che disabilitando il cartello di Sonora, stanno tentando di rimettere in attività un singolo cartello (quello di Medellín) per il traffico di droga. Ciò restituirebbe ordine all'industria riducendo così la violenza, e fino a quando gli americani non smetteranno di sniffare cocaina questo è il meglio che possano sperare. Alejandro, che ha lavorato per il cartello di Medellín, è stato assunto per assassinare Alarcón. Matt rivela a Kate che Alarcón ordinò l'omicidio della moglie e della figlia di Alejandro e che questa è la sua occasione per vendicarsi.
Intanto, in Messico. Alejandro, una volta localizzato Diaz, uccide Silvio e tiene sotto tiro Diaz costringendolo a farsi portare da Alarcón. Raggiunta la tenuta del boss criminale, Alejandro uccide Diaz e le guardie della villa. Alejandro trova Alarcón a tavola con la moglie e i suoi due figli, sedendosi e rinfacciandogli che egli ha fatto uccidere la sua e molte altre famiglie. Alejandro uccide la donna e i due ragazzi a colpi di pistola, dando ad Alarcón qualche secondo per vedere la sua famiglia morta prima di uccidere anche lui.
Più tardi Alejandro raggiunge Kate, visibilmente provata dall'esperienza, nel suo appartamento e la costringe a firmare un documento che legittima l'operazione tenendola sotto tiro. Mentre si allontana, Kate punta la pistola verso di lui, ma quando egli si gira e incrociano gli sguardi, lei non riesce a premere il grilletto. 
Il film si conclude a Ciudad Juárez, dove la moglie vedova di Silvio guarda suo figlio mentre partecipa a una partita di calcio, che viene brevemente interrotta da degli spari in lontananza per poi riprendere come se nulla fosse.

## Produzione
Il film è prodotto dalla Black Label Media con la co-produzione di Thunder Road Pictures. Le riprese sono iniziate il 30 giugno 2014 ad Albuquerque nel Nuovo Messico.

## Distribuzione
Il film è stato presentato il 19 maggio 2015 alla 68ª edizione del Festival di Cannes. È stato distribuito nelle sale cinematografiche statunitensi a partire dal 18 settembre 2015 dalla Lions Gate, che ha acquistato i diritti del film il 6 maggio 2014. In Italia il film è uscito il 24 settembre 2015 per 01 Distribution e Rai Cinema.
A fronte di un budget di produzione di $ 30 milioni, il film ha ottenuto un discreto successo al botteghino incassando 84872444 $.

## Riconoscimenti
- 2016 - Premio Oscar
  - Candidatura per la Miglior fotografia a Roger Deakins
  - Candidatura per la Miglior colonna sonora a Jóhann Jóhannsson
  - Candidatura per il Miglior montaggio sonoro a Alan Robert Murray
- 2016 - Premio BAFTA
  - Candidatura per il Miglior attore non protagonista a Benicio del Toro
  - Candidatura per il Miglior fotografia a Roger Deakins
  - Candidatura per la Miglior colonna sonora a Jóhann Jóhannsson
- 2016 - Critics' Choice Movie Awards
  - Candidatura per il Miglior film
  - Candidatura per la Migliore fotografia a Roger Deakins
  - Candidatura per il Miglior film d'azione
  - Candidatura per la Miglior attrice in un film d'azione a Emily Blunt
  - Candidatura per la Miglior colonna sonora a Jóhann Jóhannsson
- 2016 - Producers Guild of America Award
  - Candidatura per il Miglior film
- 2016 - Writers Guild of America Award
  - Candidatura per la Miglior sceneggiatura originale a Taylor Sheridan
- 2015 - National Board of Review Award
  - Migliori dieci film
  - Spotlight Award
- 2016 - Satellite Awards
  - Miglior montaggio a Joe Walker
  - Candidatura al Miglior film
  - Candidatura al Miglior attore non protagonista a Benicio del Toro
  - Candidatura alla Migliore fotografia a Roger Deakins
  - Candidatura al Miglior suono
- 2015 - Hollywood Film Award[5]
  - Miglior attore non protagonista a Benicio del Toro
- 2015 - People's Choice Awards
  - Candidatura Attrice film d'azione preferita a Emily Blunt
- 2015 - Toronto International Film Festival
  - Candidatura al People's Choice Awards
- 2015 - Festival di Cannes
  - Candidatura alla Palma d'oro
- 2015 - Washington D.C. Area Film Critics Association Awards[6]
  - Miglior colonna sonora a Jóhann Jóhannsson
  - Candidatura al Miglior film
  - Candidatura alla Migliore fotografia a Roger Deakins
  - Candidatura al Miglior montaggio a Joe Walker

## Sequel
Nel 2018 è stato prodotto un sequel, intitolato Soldado e diretto da Stefano Sollima.